# Neustadt an der Weinstraße
Neustadt an der Weinstraße es una ciudad alemana situada en la región vitivinícola del Palatinado de Renania-Palatinado. Es uno de los principales centros productores de vino del país.
Es la ciudad más grande del Palatinado. También es el mayor de los municipios que, en su nombre, incluyen la denominación Neustadt. Cuenta con 52.564 habitantes (2014).

## Ubicación
La ciudad está ubicada al este del Bosque del Palatinado, en el centro de la conocida región vinícola del Palatinado. 
Ocupa una superficie que ronda los diez kilómetros de ancho y 85 kilómetros de largo. 
El río Speyerbach cruza la localidad de oeste a este, al igual que el río Rehbach, el cual se separa del Speyerbach dentro de la propia ciudad. Ambos ríos desembocan en el río Rin.

## Divisiones municipales

### La ciudad y sus barrios
A lo largo del tiempo, la ciudad y su periferia han crecido juntas, difuminando los límites originales del municipio. En la actualidad se han convertido en los barrios de Branchweilerhof en el sudeste, Hambacher Höhe en el sudoeste, Afrikaviertel y Schöntal al oeste. 
El barrio más conocido es el de Winzingen, que aparece por primera vez registrado en el año 774 siendo, de esta manera, más antiguo que el propio Neustadt (pueblo nuevo) que fue fundado a principios del siglo XIII. 
En 1892 fue incorporado al entonces llamado Neustadt an der Haardt. Desde entonces, ha crecido a partir del barrio de Winzingen hacia el este. 
Incluyendo todos sus subdistritos, Neustadt abarca un área de más de 11 700 hectáreas, de las cuales, 5000 son de bosque, 2200 son viñedos, 2300 se destinan a otros cultivos y algo más de 1600 están edificadas o son de uso industrial.

### Subdistritos

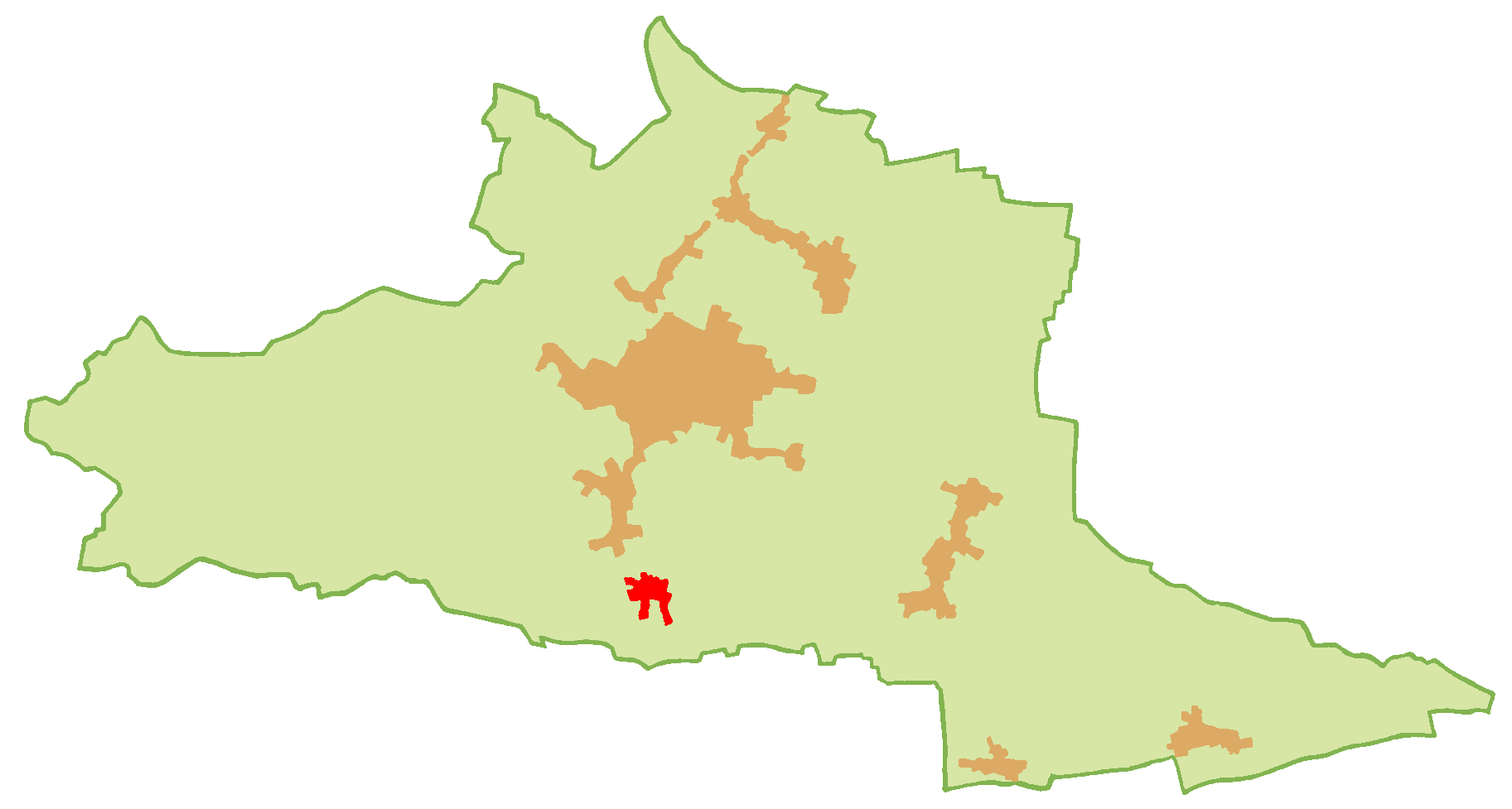
Diedesfeld
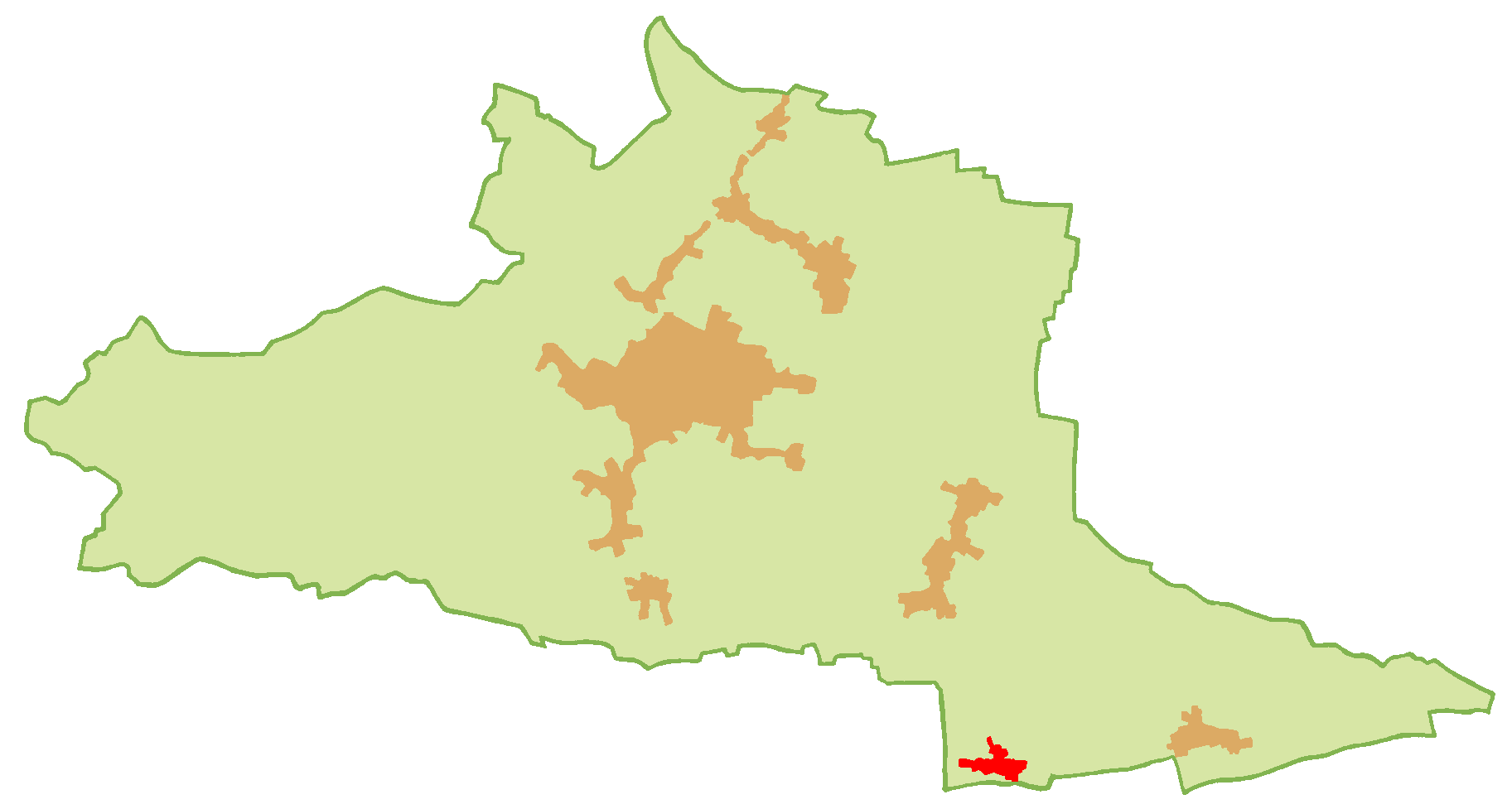
Duttweiler
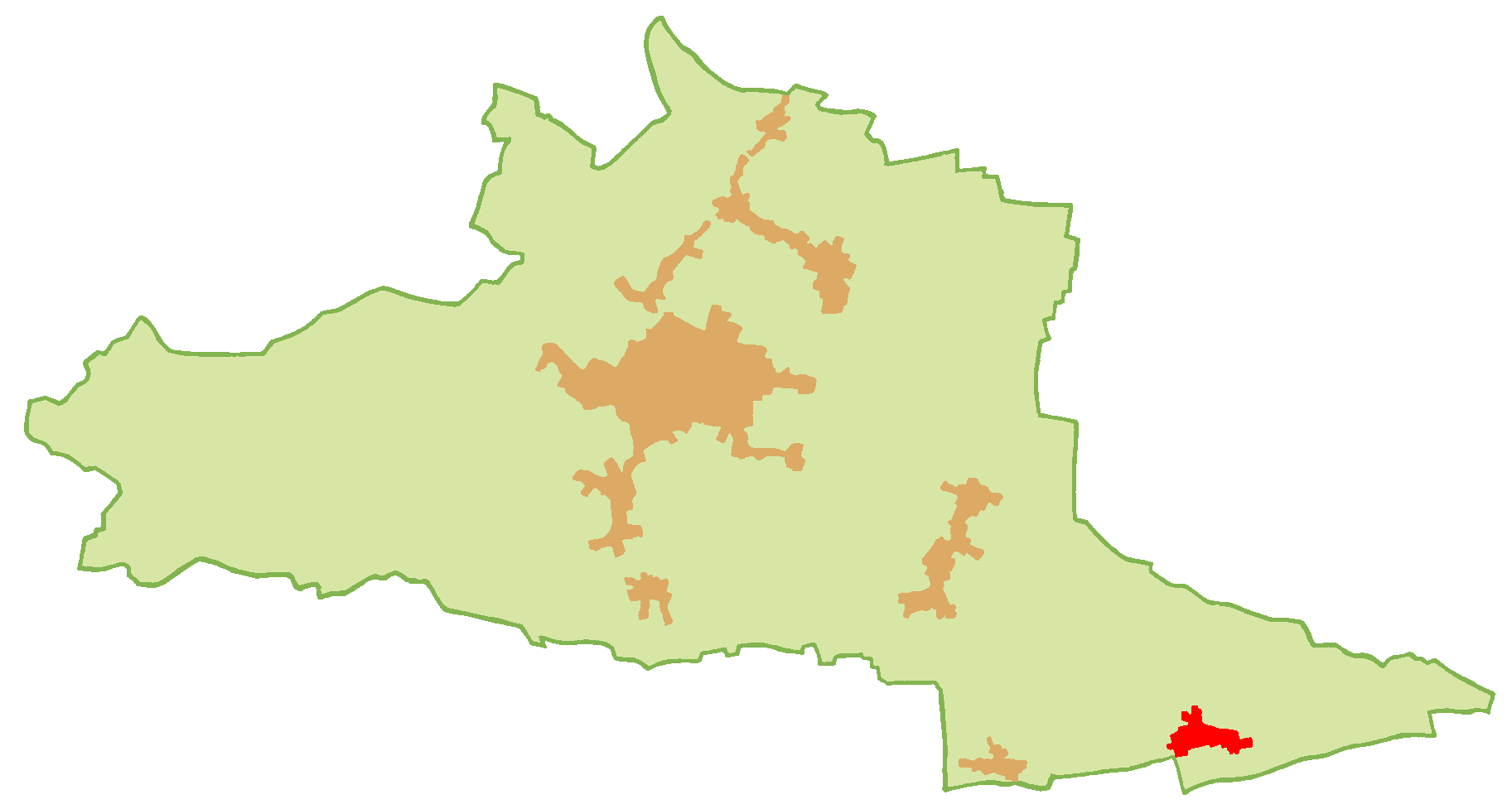
Geinsheim
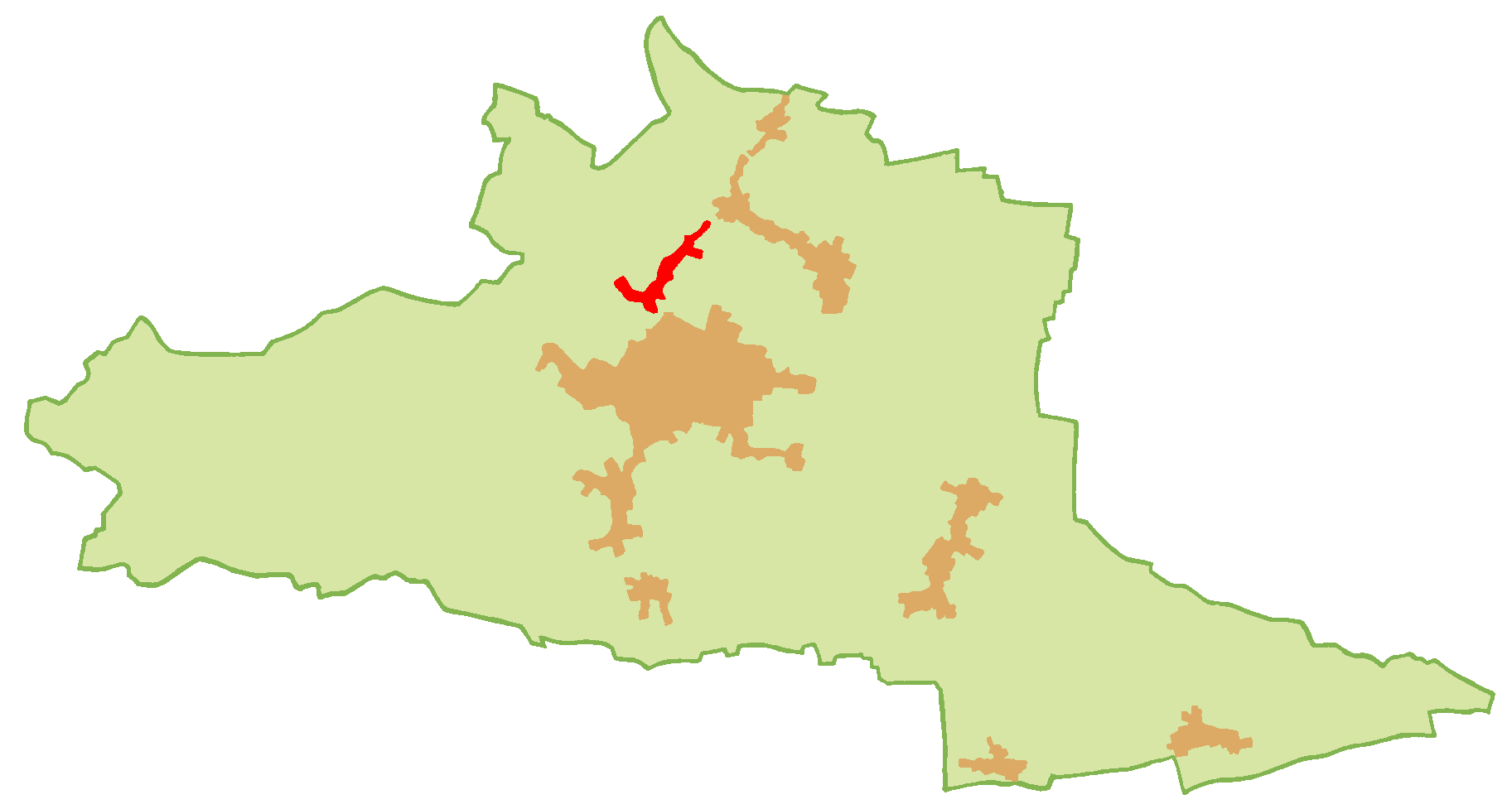
Haardt
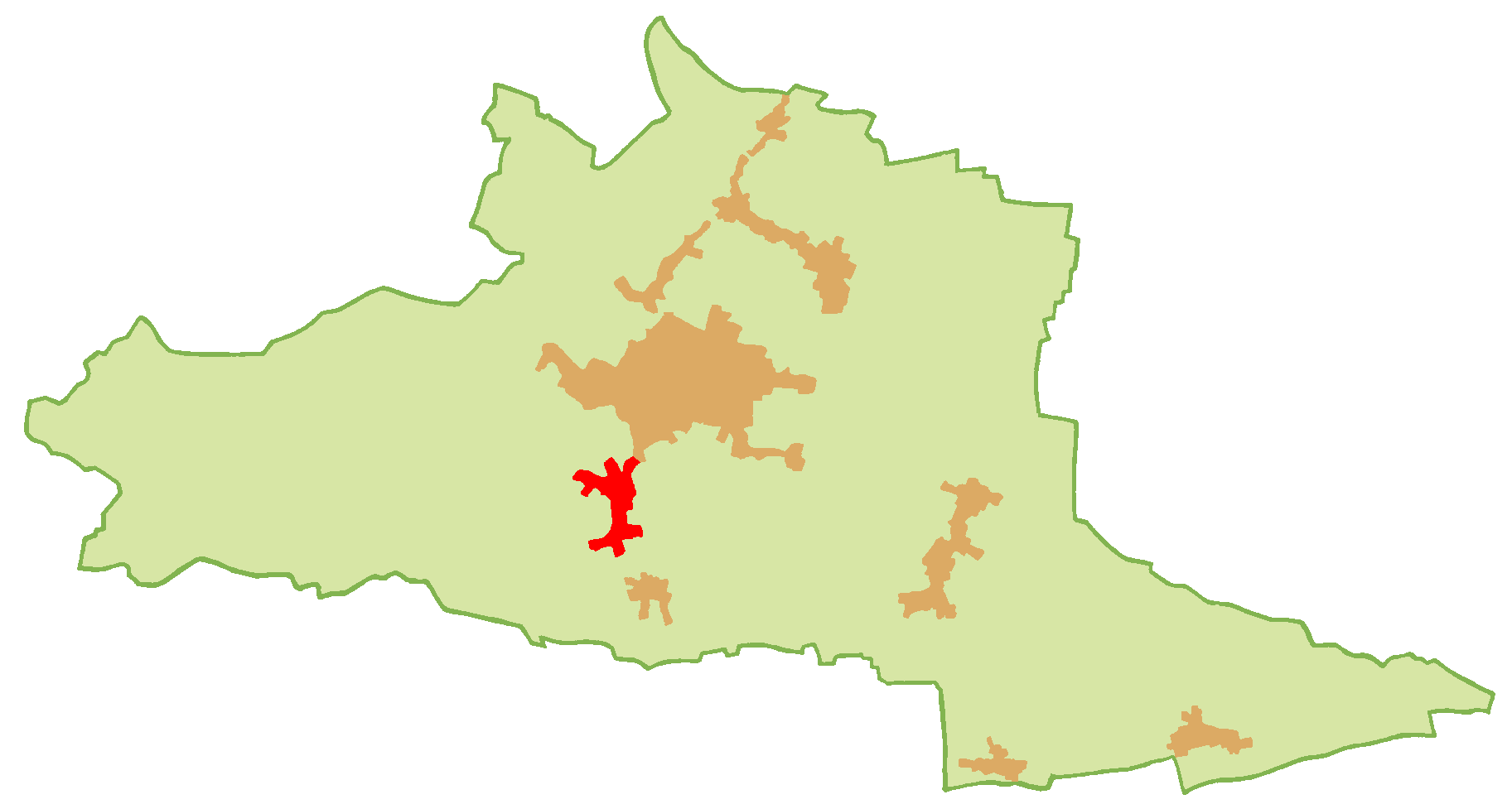
Hambach
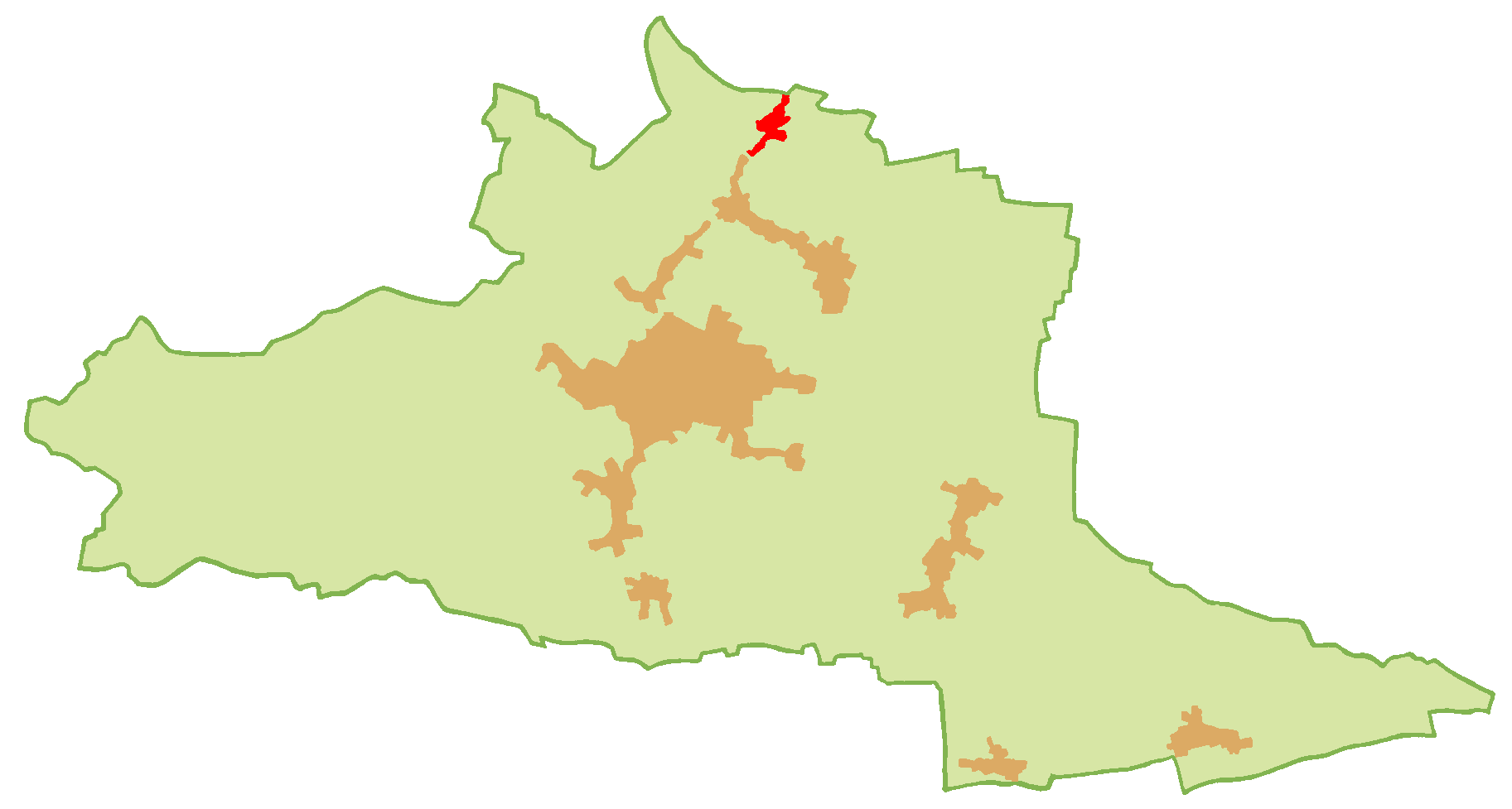
Königsbach
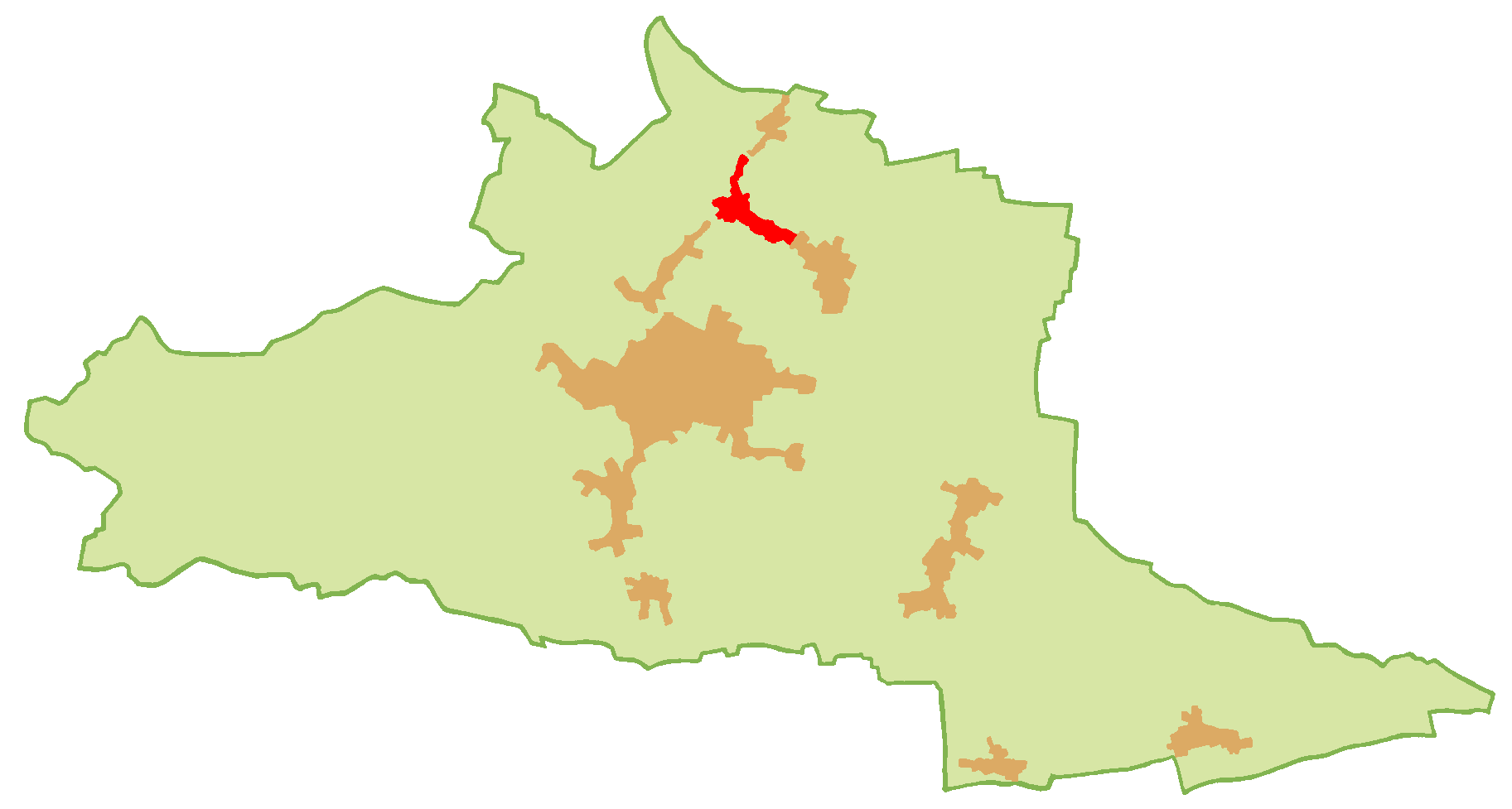
Gimmeldingen
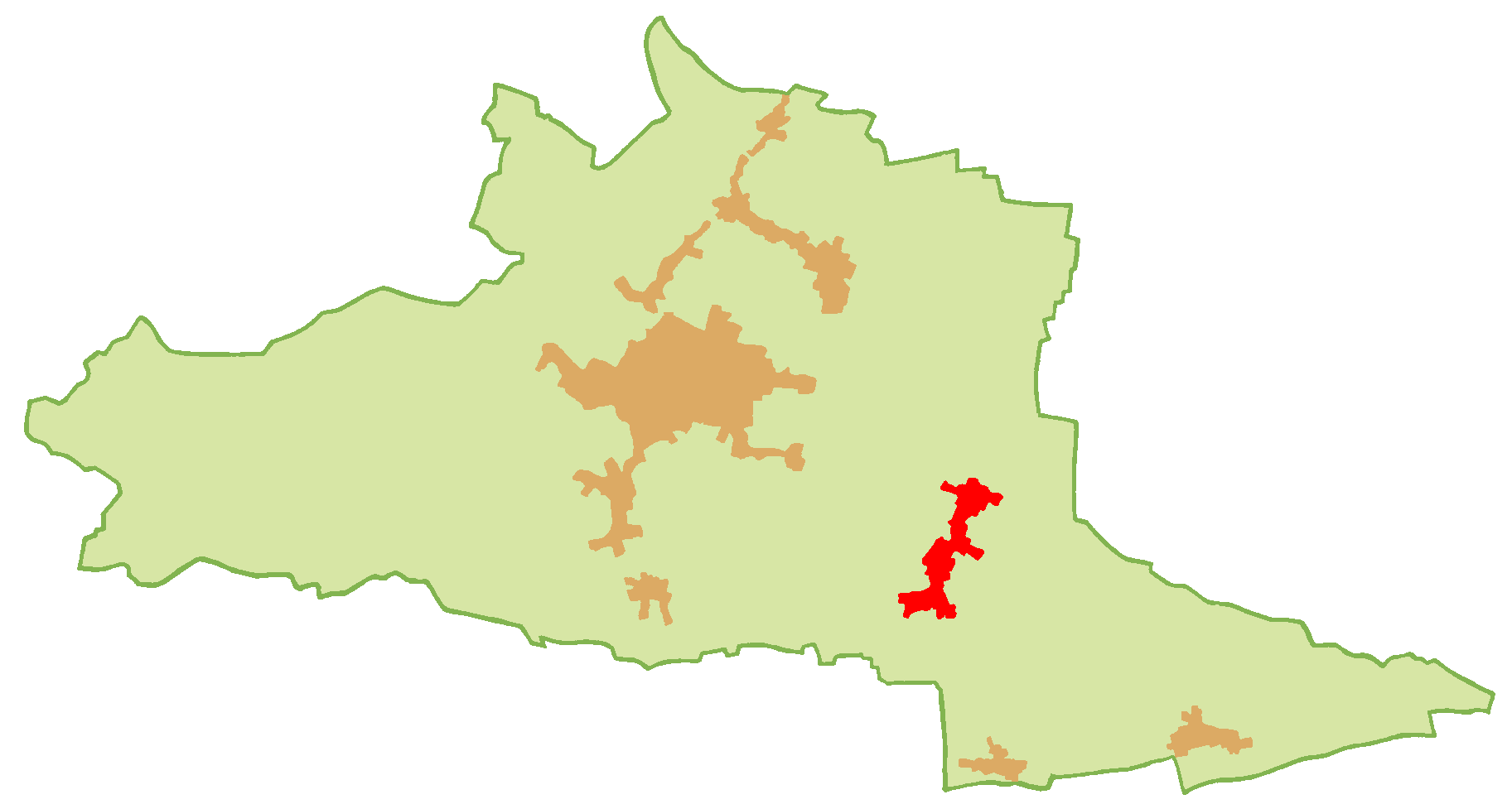
Lachen-Speyerdorf
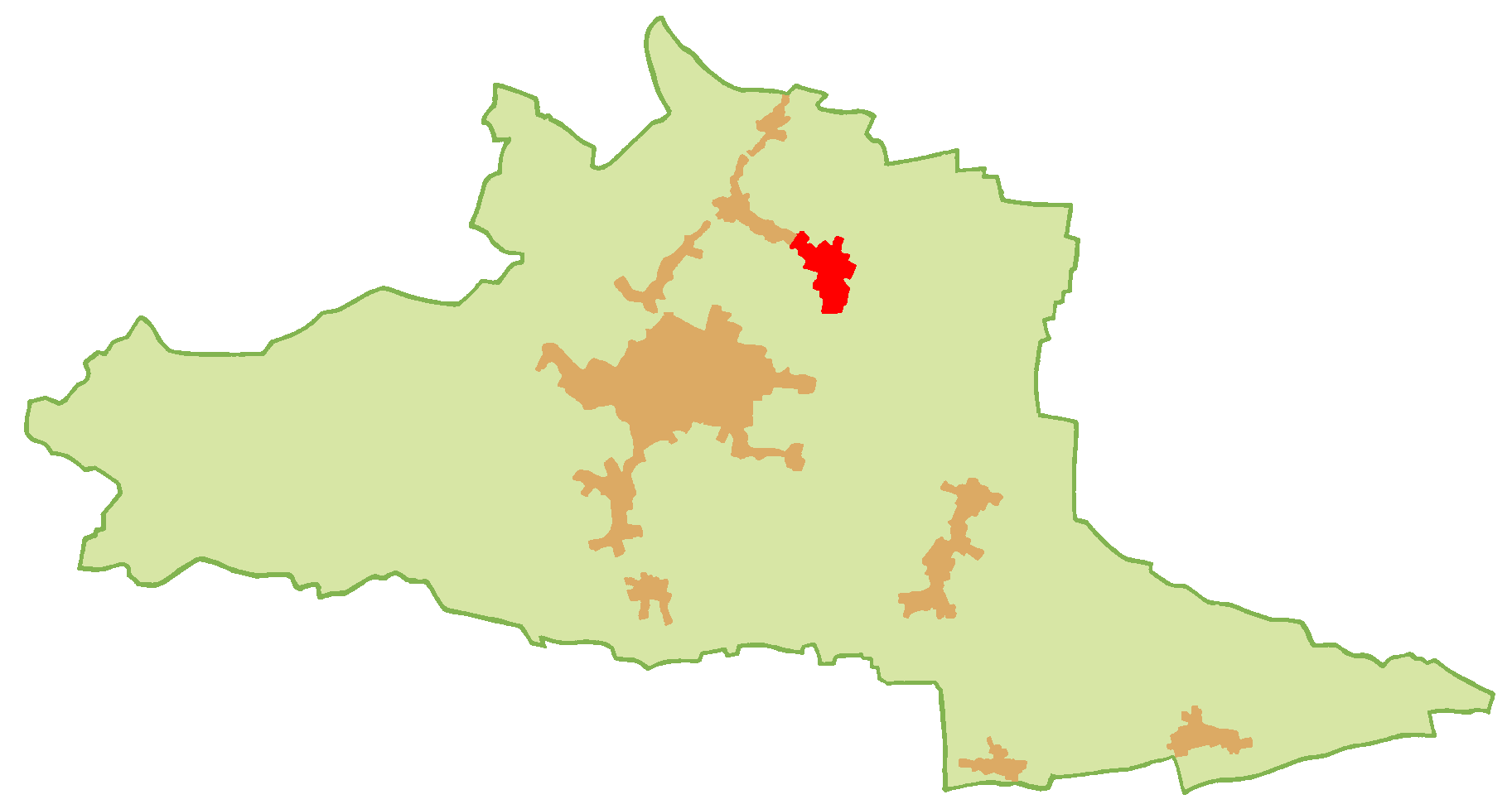
Mußbach
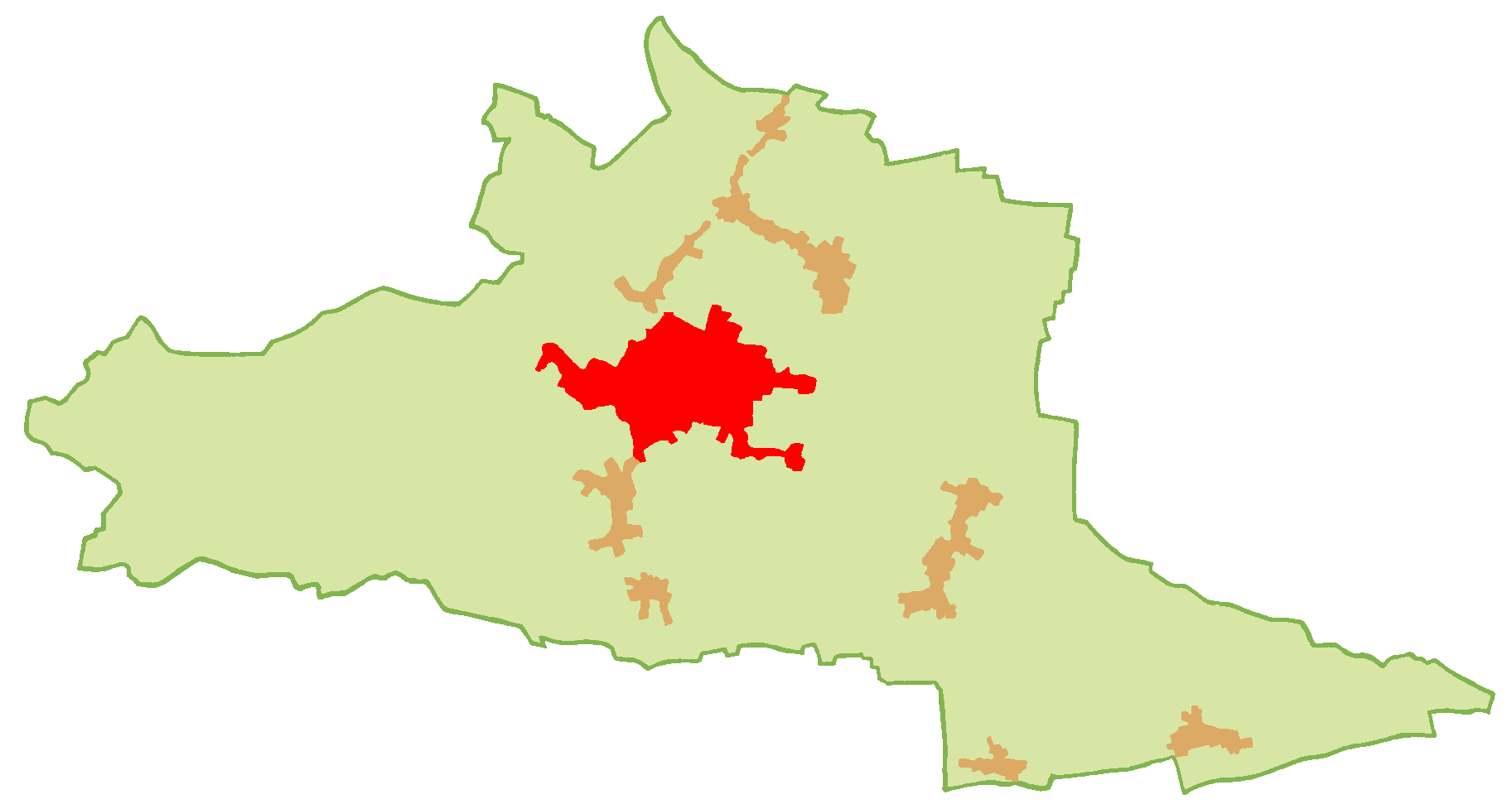
Neustadt (Kernstadt)

En 1969 las localidades de  Diedesfeld, Geinsheim, Gimmeldingen, Haardt, Hambach, Königsbach, Lachen-Speyerdorf y Mußbach fueron incorporadas a la municipalidad, seguidas en 1974 por Duttweiler. Estas localidades distan entre uno y diez kilómetros de la ciudad. 
Legalmente están constituidos como subdistritos, se conocen como Ortsteil y tienen un responsable que mantiene algunas de las funciones de los antiguos alcaldes de esas poblaciones. 

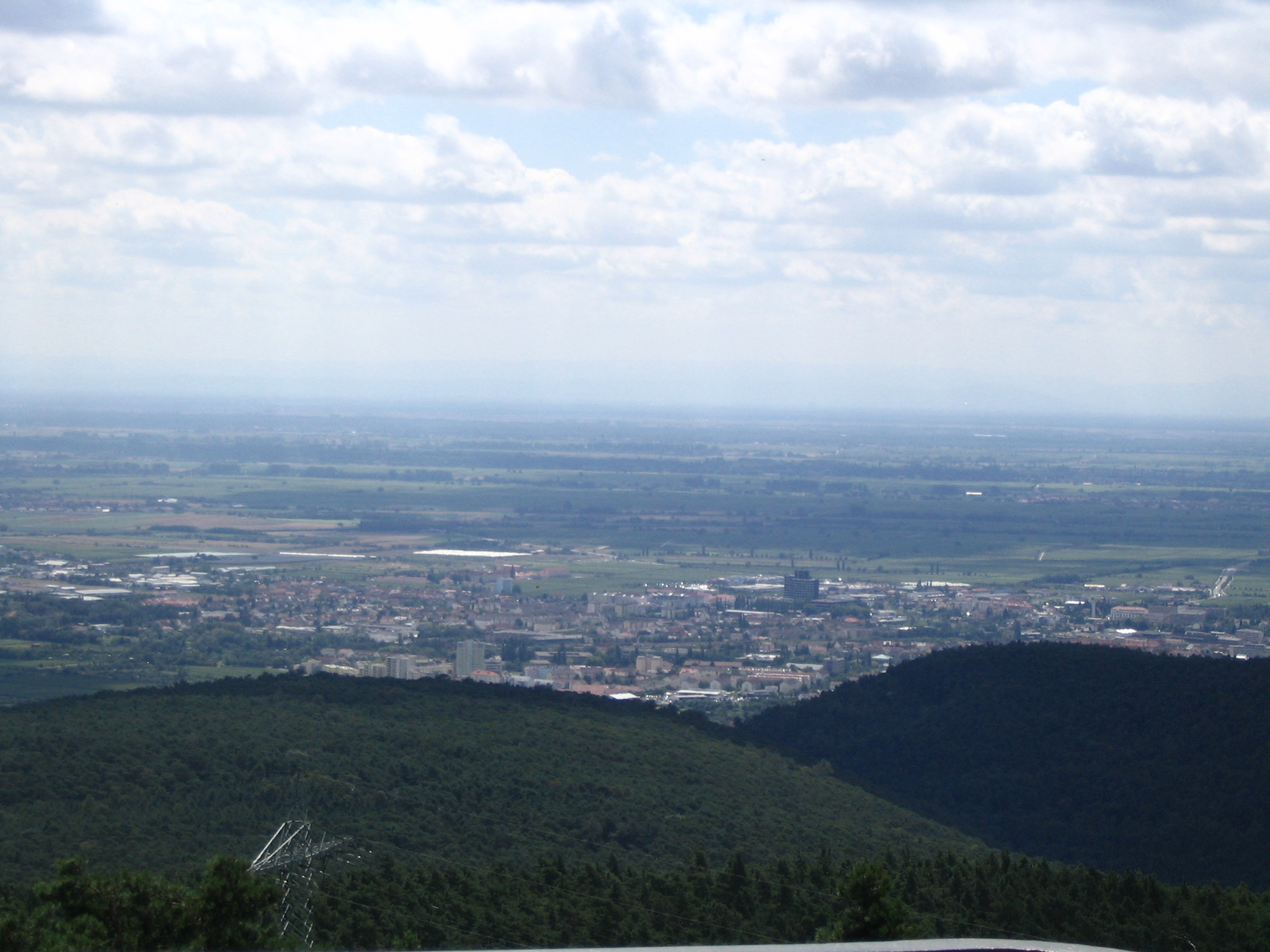
Neustadt visto desde Steinberg
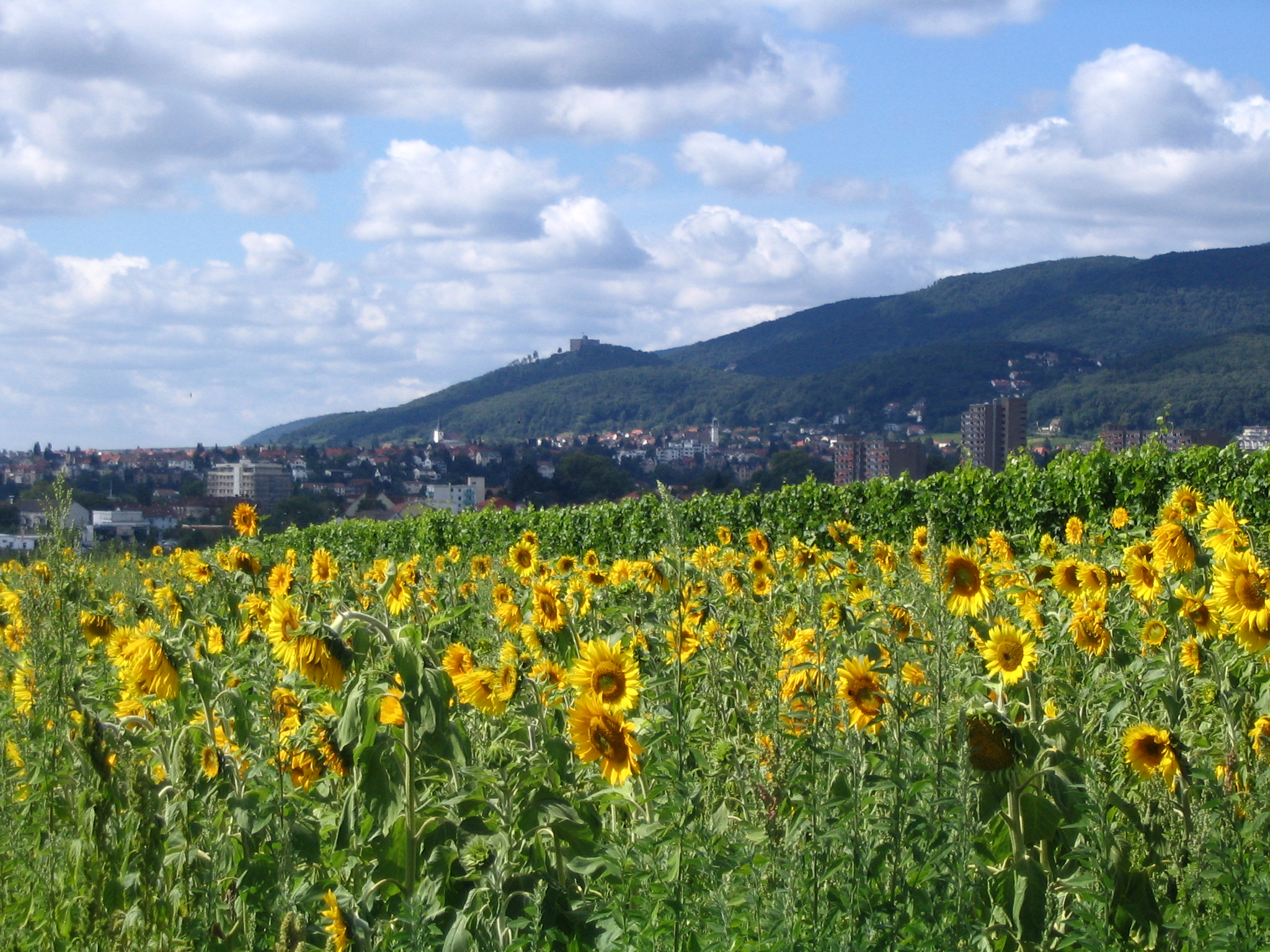
Vista de Neustadt y del Castillo de Hambach
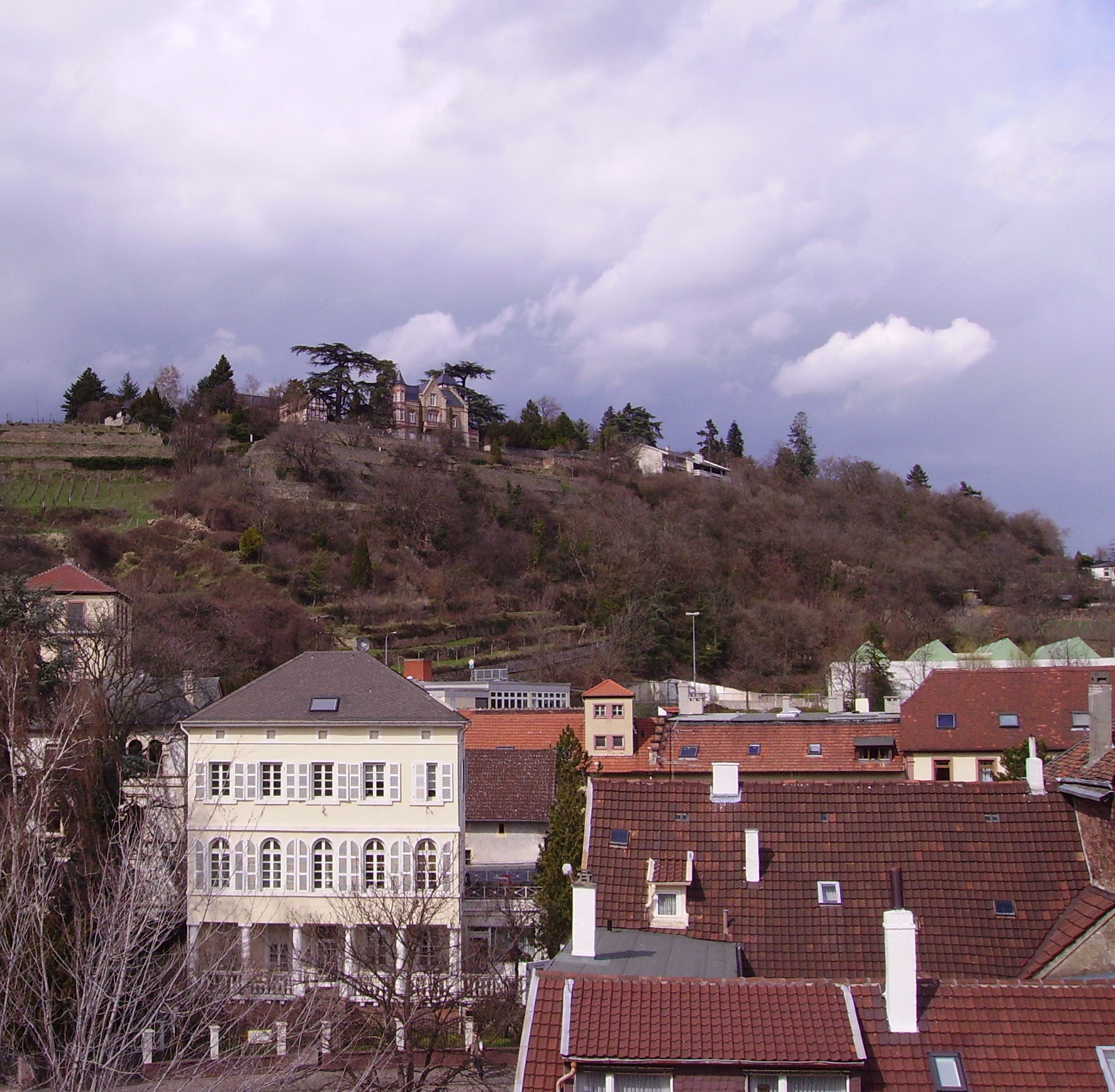
Casas en la ladera del Haart
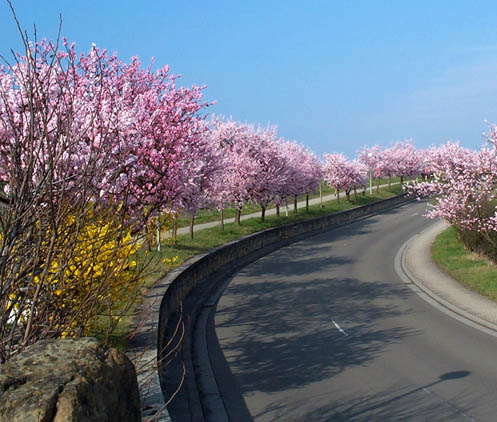
Almendros en flor en Gimmeldingen
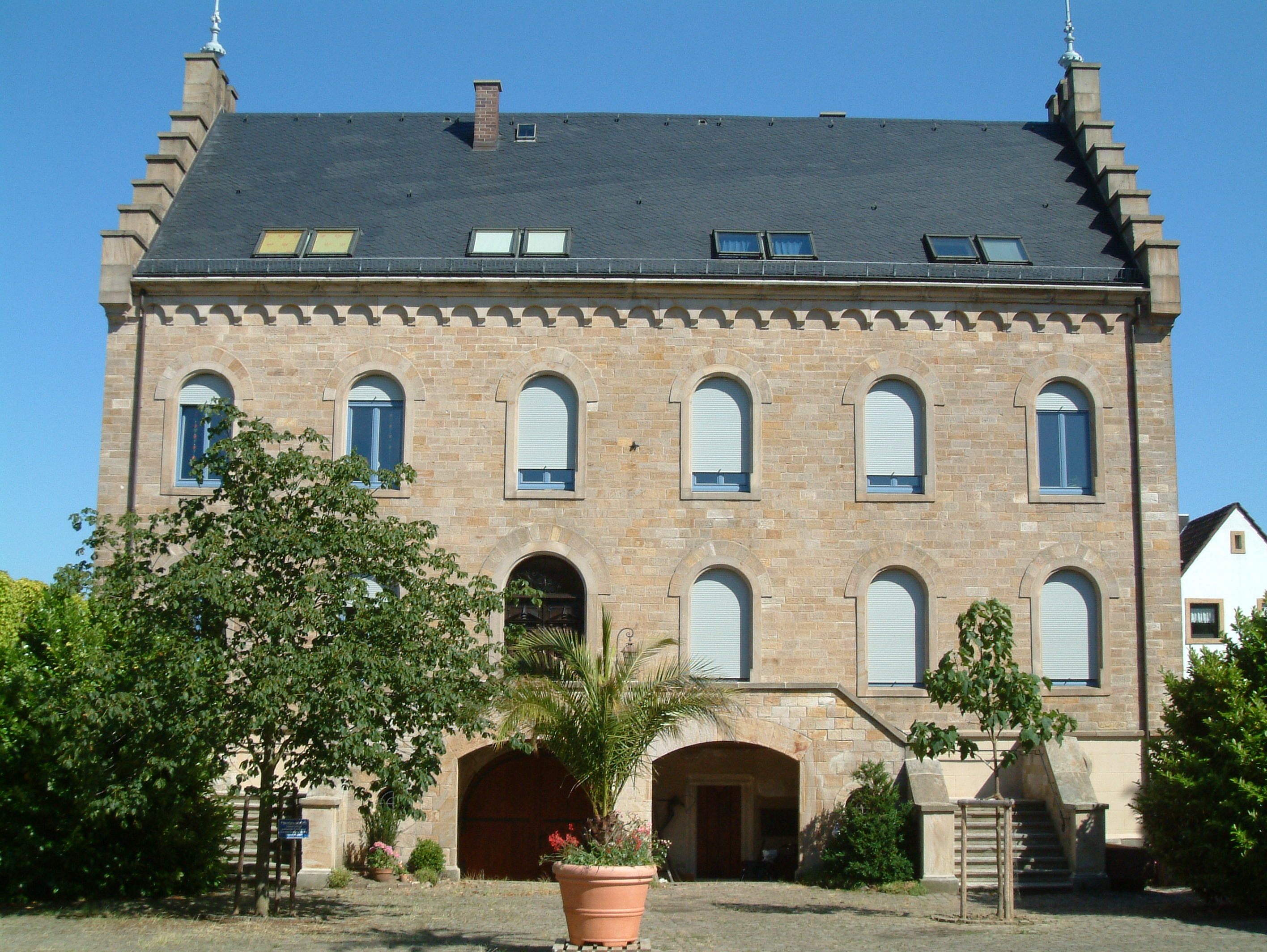
La Casa Blanca de Mußbach
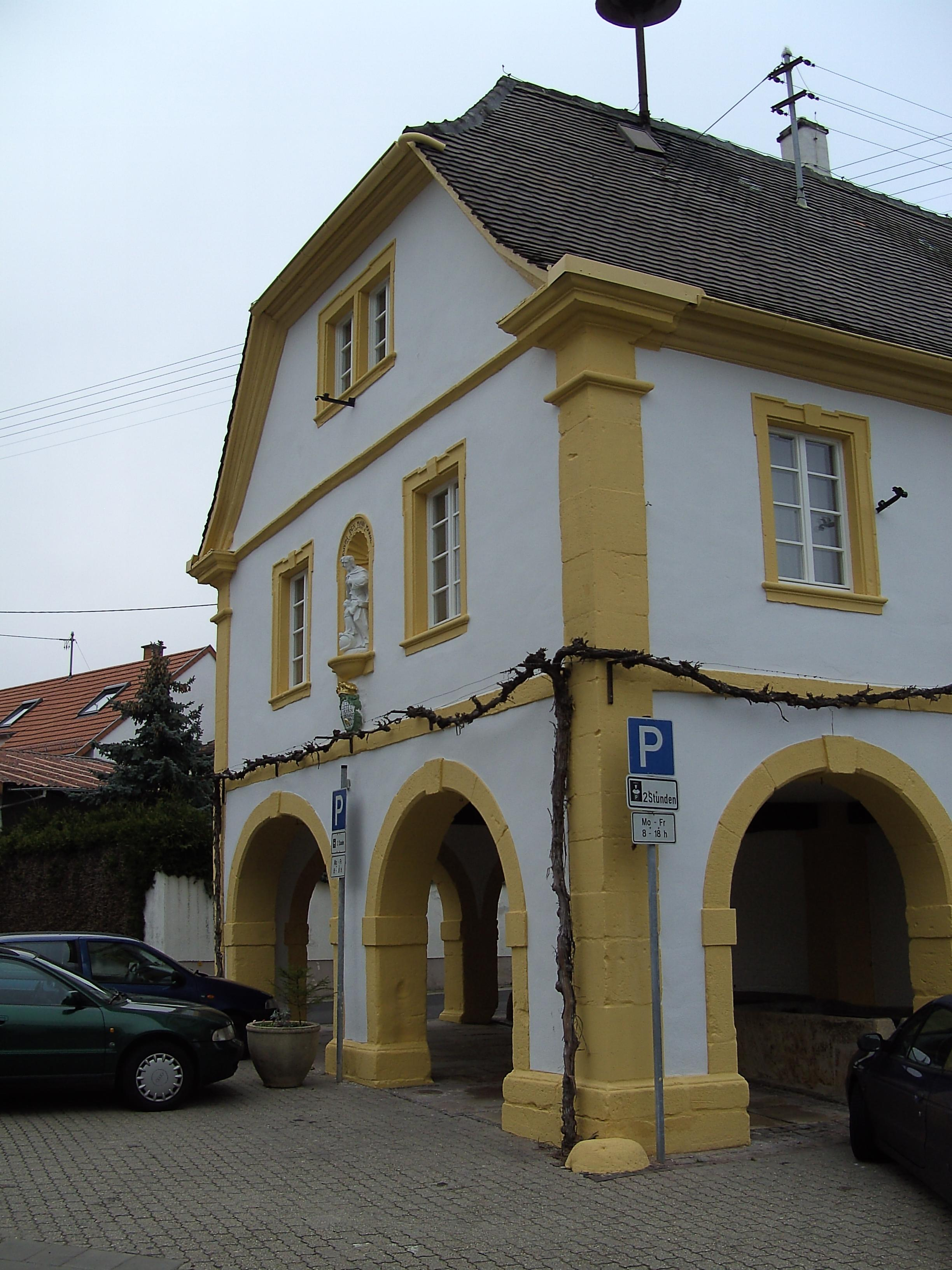
Ayuntamiento de 1601 en Diedesfeld

### Localidades limítrofes
Neustadt an der Weinstraße limita (en la dirección de las agujas del reloj) con: 
- Deidesheim,
- Ruppertsberg,
- Meckenheim,
- Haßloch,
- Maikammer,
- Lambrecht,
- Lindenberg.

## Historia

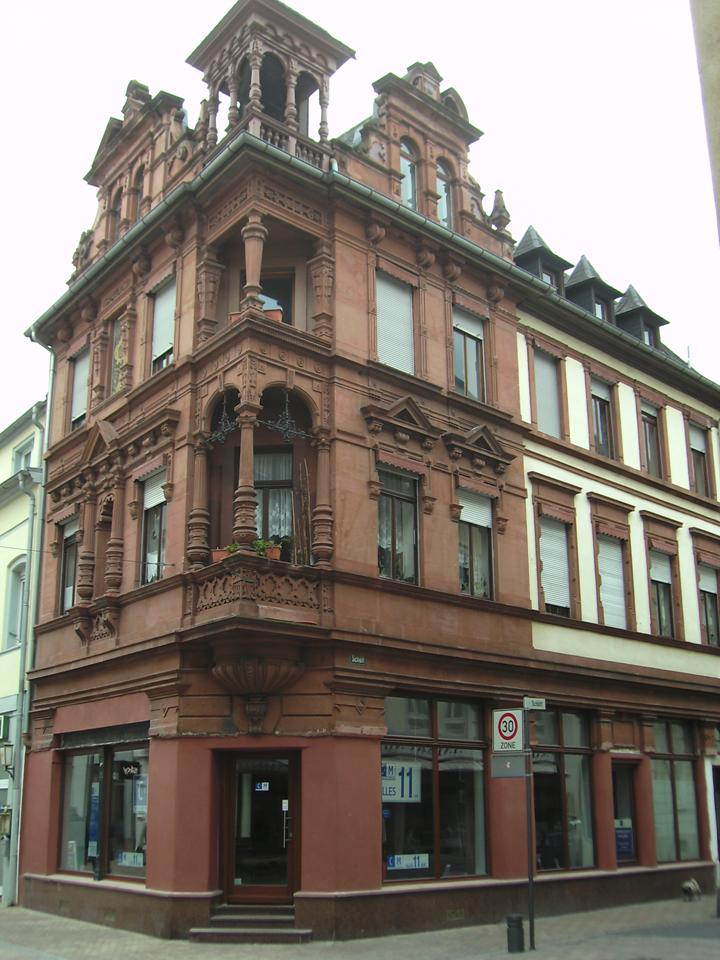
Vista de un edificio histórico de Neustadt an der Weinstraße

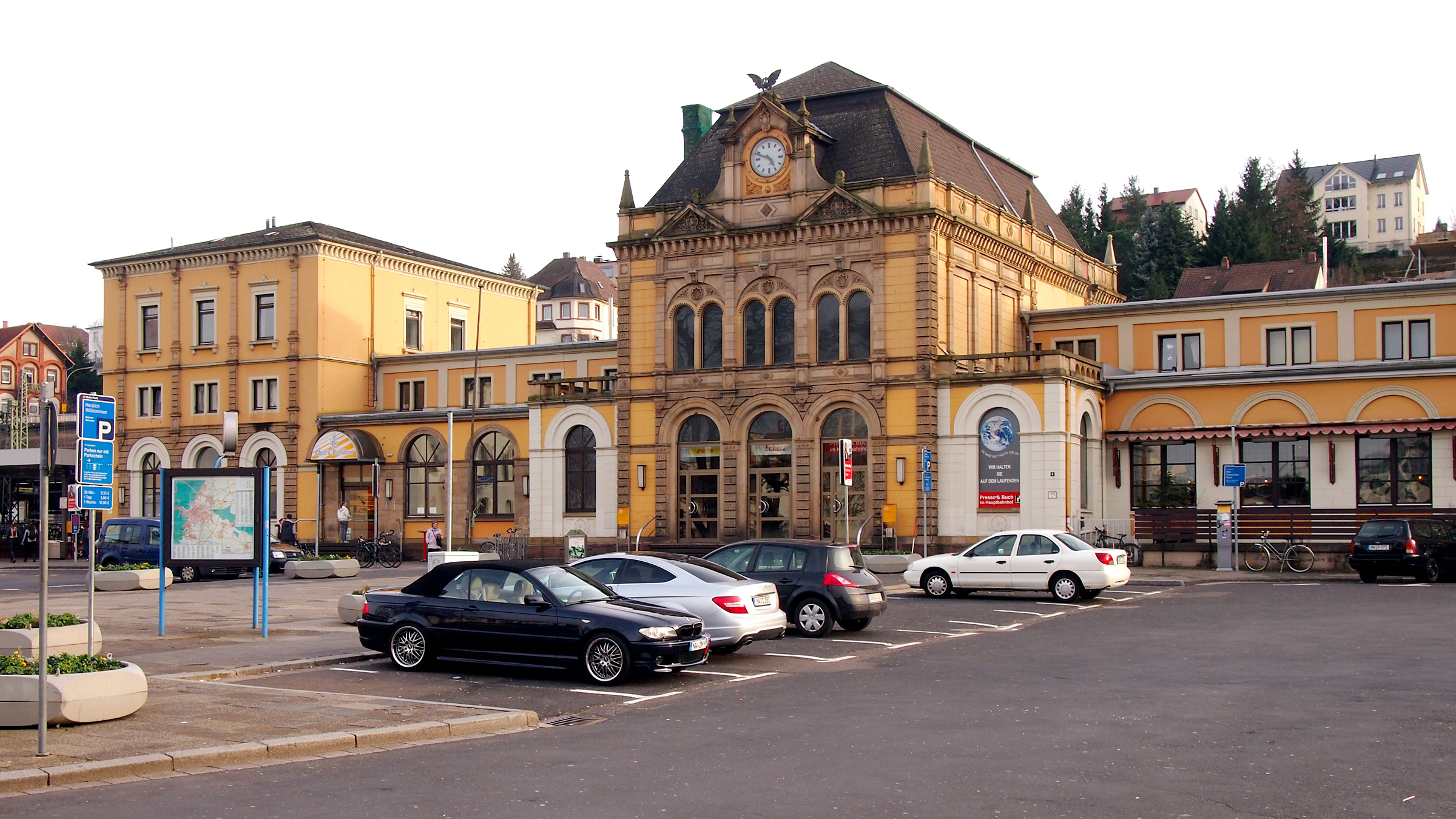
Vista de la Estación Central de Neustadt an der Weinstraße

### Tabla de acontecimientos  históricos
| Periodo                   | Acontecimiento |
| ------------------------- | --- |
| 774                       | Aparecen registrados por primera vez Winzingen, Lachen y Speyerdorf.                                                                |
| Alrededor del 1200        | El Duque Luis I de Baviera ordena la construcción del Castillo de Wolfsburg.                                                        |
| Principios del siglo XIII | El duque Luis I de Baviera y su hijo Otón II de Baviera ordenan fundar el nuevo pueblo (Neue Stadt) bajo el Castillo de Winzingen.  |
| 1254                      | Miembro de la Gran Federación de Pueblos del Rin (Großer Rheinische Städtebund).                                                    |
| 1275                      | Se le conceden derechos de municipio.                                                                                               |
| 1622                      | Tomada tropas españolas de Gonzalo Fernández de Córdoba.                                                                            |
| 1631                      | Ocupada ejército sueco de Gustaf Horn.                                                                                              |
| 1635                      | La villa pasa a manos imperiales y bávaras en 1640.                                                                                 |
| 1644                      | Ocupación francesa hasta 1648 cuando es devuelta a Carlos I Luis del Palatinado.                                                    |
| Hasta 1797                | Forma parte del Electorado del Palatinado, sede del Oberamt de Neustadt an der Haardt.                                              |
| 1797-1815                 | Neustadt forma parte de Francia (Département du Mont-Tonnerre).                                                                     |
| 1816-1945                 | Neustadt forma parte del Reino de Baviera (Región del Palatinado, posteriormente Rheinpfalz).                                       |
| 1832                      | Festival de Hambach: se reúnen 30 000 personas en el Castillo de Hambach en defensa de la democracia y la unidad del pueblo alemán. |
| 1847                      | Inauguración del Ferrocarril de Ludwigshafen am Rhein a Neustadt.                                                                   |
| 1892                      | Incorporación de Winzingen a Neustadt.                                                                                              |
| 1969-1974                 | Incorporación de nueve núcleos poblacionales a Neustadt.                                                                            |

## Economía
El principal empleador es la compañía química BASF, ubicada en Ludwigshafen am Rhein.

## Hermanamientos
Neustadt an der Weinstraße está hermanado con:
| - Quanzhou, China - Lincoln, Reino Unido - Mâcon, Francia - Wernigerode, Alemania - Mánchester, Estados Unidos - Yenisehir, Turquía - Goya, Argentina |